# Conte di Chesterfield

Stemma degli Stanhope, conti di Chesterfield

Conte di Chesterfield fu un titolo nobiliare creato nel Regno d'Inghilterra nel 1628 per Philip Stanhope, I barone di Stanhope.
Lord Philip Dormer, il quarto conte, fu un politico e un uomo di lettere e in particolare fu Lord luogotenente d'Irlanda e come Segretario di Stato per il Dipartimento del Nord.
Il quinto Conte fu ambasciatore in Spagna e fu maestro di zecca e Postmaster General sotto William Pitt il Giovane. Suo figlio, il sesto conte, fu un politico Tory e  Master of the Buckhounds durante la prima amministrazione di Sir Robert Peel. Suo figlio, il settimo Conte, non si sposò mai e rappresentò il South Nottinghamshire nella Camera dei Comuni.
Il decimo Conte fu un eminente politico liberale e in particolare fu capitano della Guardie della Regina.
Lady Katherine Stanhope, vedova di Lord Henry Stanhope, figlio maggiore del primo Conte di Chesterfield, fu creata Contessa di Chesterfield per la vita nel 1660.
Nel 1952 il titolo passò al ramo cadetto che portava il titolo di Conte Stanhope (originato da James Stanhope, I conte Stanhope, discendente  del primo Conte di Chesterfield) ma pochi anni dopo si estinse la famiglia nel 1967.
La sede dei Conti di Chesterfield fu Bretby Hall a Bretby, nel Derbyshire mentre il ramo cadetto dei Conti Stanhope che subentrò nel titolo più antico di Chesterfield nel 1952 con il tredicesimo e ultimo Conte aveva sede a Chevening nel Kent, una grande Casa di campagna del primo Seicento che il conte donò al governo per farne una residenza ufficiale sul modello di Chequers.

## Elenco dei conti di Chesterfield
- Philip Stanhope, I conte di Chesterfield (1584–1656)
- Philip Stanhope, II conte di Chesterfield (1634–1714)
- Philip Stanhope, III conte di Chesterfield (1672–1726)
- Philip Stanhope, IV conte di Chesterfield (1694–1773)
- Philip Stanhope, V conte di Chesterfield (1755–1815)
- George Stanhope, VI conte di Chesterfield (1805–1866)
- George Stanhope, VII conte di Chesterfield (1831– 1871)
- George Stanhope, VIII conte di Chesterfield (1822–1883)
- Henry Scudamore-Stanhope, IX conte di Chesterfield (1821–1887)
- Edwyn Scudamore-Stanhope, X conte di Chesterfield (1854–1933)
- Henry Scudamore-Stanhope, XI conte di Chesterfield (1855–1935)
- Edward Scudamore-Stanhope, XII conte di Chesterfield (1889–1952)
- James Stanhope, XIII conte di Chesterfield (1880–1967)

## Contessa di Chesterfield
- Katherine Stanhope, contessa di Chesterfield (1609-1667)